# Mont Princeton
Pour les articles homonymes, voir Princeton.
Le mont Princeton, en anglais Mount Princeton, est un sommet montagneux américain dans le comté de Chaffee, au Colorado. Il culmine à 4 327 mètres d'altitude dans les pics Collegiate. Il est protégé au sein de la forêt nationale de San Isabel.